# می‌گذره
«می‌گذره» (ترکی استانبولی: Geççek) آهنگی از تارکان خواننده ترک است. این آهنگ که در فوریه ۲۰۲۲ منتشر شد، توجه زیادی را نه تنها از طرف طرفداران او، بلکه در طیف سیاسی ترکیه نیز به خود جلب کرد. این آهنگ توسط خود تارکان نوشته شده است و با الهام از دوران سختی که در طول همه‌گیری کووید-۱۹ تجربه کرده است. 